# Helius fratellus
Helius fratellus är en tvåvingeart som först beskrevs av Enrico Adelelmo Brunetti 1918.  Helius fratellus ingår i släktet Helius och familjen småharkrankar. Inga underarter finns listade i Catalogue of Life.